# John Armstrong Junior
John Armstrong Junior (Carlisle, 25 novembre 1758 – Red Hook, 1º aprile 1843) è stato un politico statunitense.

## Biografia
Fu il settimo Segretario alla Guerra degli Stati Uniti, sotto il presidente degli Stati Uniti d'America James Madison (4º presidente). Era il figlio più giovane del generale John Armstrong e di Rebecca (Lyon) Armstrong. Fra i suoi fratelli vi era James Armstrong.
Studiò al College of New Jersey, ma allo scoppio della rivoluzione americana nel 1775 abbandonò gli studi e si arruolò come volontario. Nel 1776 prestò servizio come aiutante da campo del generale Hugh Mercer, dimostrando tutto il suo valore nella battaglia di Trenton, e l'anno successivo del generale Horatio Gates, che accompagnò durante la campagna di Saratoga.
Nel 1780 Armstrong fu afflitto da un attacco di malaria che lo costrinse a ritirarsi dal fronte. Verso la fine del conflitto Armstrong fu tra coloro che furono implicati nella cosiddetta cospirazione di Newburgh nel 1783, all'interno della quale fu responsabile ed autore di due lettere anonime An Address to the Officers, indirizzate a diversi ufficiali dell'esercito per organizzare una riunione nella quale discutere le azioni da intraprendere per ottenere il pagamento della paga, sospesa per volere del Congresso.
L'incontro stabilito per il 15 marzo 1783 fu tuttavia osteggiato dal generale George Washington che lo considerò alla stregua di un atto di insubordinazione. Alla fine del 1783 Armstrong fece ritorno al suo paese d'origine e venne nominato aiutante generale della milizia della Pennsylvania e servì nell'ufficio di Segretario di Stato del Commonwealth della Pennsylvania sotto la Presidenza di John Dickinson e Benjamin Franklin.

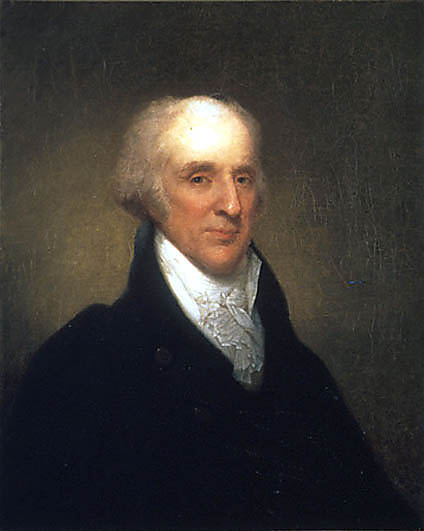
Ritratto ad olio dipinto da Rembrandt Peale nel 1808 raffigurante Armstrong durante la sua carica di ambasciatore statunitense in Francia.

Nel 1787 venne eletto rappresentante per la Pennsylvania al Congresso Continentale, durante questo periodo gli vennero offerte diverse cariche pubbliche, tra le quali quella di governatore dei Territori del nord-ovest, che tuttavia Armstrong rifiutò sistematicamente. Nel 1789 sposò Alida Livingston, sorella di Robert R. Livingston e di Edward Livingston e si spostò a New York dove si dedicò alla conduzione di una fattoria acquistata per vivere con la sua famiglia nella Contea di Dutchess.
Nonostante il suo ritiro formale dalla vita politica statunitense, Armstrong rimase attivo politicamente, e manifestò i suoi dissensi nei confronti degli Alien and Sedition Acts promulgati dal Congresso nel 1798 e che causarono il suo allontanamento dalle file del Partito Federalista, per allinearsi successivamente con il Partito Democratico-Repubblicano di Thomas Jefferson.
Nel novembre 1800 Armstrong rientrò attivamente in politica, in seguito alle dimissioni del senatore John Laurance, insediandosi sullo scranno senatorio l'8 gennaio 1801. Nonostante venisse rieletto alla stessa carica il 27 gennaio di quello stesso anno, Armstrong rassegnò le proprie dimissioni il 5 febbraio 1802, ed al suo posto venne eletto DeWitt Clinton.
Nel febbraio 1804 Armstrong fu nuovamente chiamato a sedere in Senato per prendere il seggio reso vacante dalle dimissioni di Theodorus Bailey, ma ricoprì questo incarico per soli quattro mesi, a causa della sua nomina ad ambasciatore in Francia da parte del presidente Jefferson.
Il suo nuovo incarico politico si rivelò molto difficoltoso e delicato a causa dei forti contrasti con Napoleone Bonaparte, a causa dei continui atti di confisca contro le navi mercantili americane da parte della marina francese. Napoleone, non tollerando la neutralità degli Stati Uniti nei confronti del suo conflitto contro il Regno Unito, utilizzò come rappresaglia la confisca delle navi mercantili statunitensi.
Nonostante le accese proteste di Armstrong contro simili atti e la richiesta di restituire le imbarcazioni confiscate ai loro legittimi proprietari, Napoleone rivendette le navi confiscate in base al decreto Rambouillet emanato il 9 luglio 1810. La situazione migliorò nell'agosto di quello stesso anno, quando alcuni ufficiali, per nome dell'imperatore francese, dichiararono la volontà della Francia di non ostacolare ulteriormente le attività della marina mercantile statunitense. Forte di questo successo insperato, nell'ottobre 1810 Armstrong rassegnò le sue dimissioni da un incarico così spinoso per fare ritorno alla sua fattoria di famiglia. Tuttavia proprio il risultato ottenuto da Armstrong fu uno dei fattori che spinsero il presidente statunitense James Madison a dichiarare guerra al Regno Unito.
Richiamato al servizio militare attivo al principio del conflitto, Armstrong accettò di sovrintendere alla difesa del porto e della città di New York. A causa delle numerose sconfitte subite dalle forze statunitensi nei primi mesi di guerra, il Presidente Madison decise di nominare Armstrong Segretario alla Guerra nel febbraio 1813, dietro suggerimento dall'allora governatore di New York Daniel D. Tompkins. La sua elezione a questa carica non fu affatto facile, e risultò da una votazione serrata al Congresso, che non vedeva di buon occhio la nomina del presunto autore di quelle lettere anonime che trent'anni prima avevano minacciato il Congresso stesso; uno dei fautori del fronte contrario all'elezione di Armstrong a Segretario alla Guerra era James Monroe, il quale aveva sempre osteggiato la carriera politica di Armstrong e che probabilmente ne temeva la figura come possibile rivale alla corsa alla Presidenza degli Stati Uniti.
Appena insediatosi nel suo dicastero, Armstrong si rese immediatamente conto della situazione disperata delle forze militari statunitensi, prive di approvvigionamento e insufficienti di numero, tuttavia cercò di riorganizzarne le file con l'introduzione del primo regolamento militare e con la suddivisione del territorio americano in nove distretti militari. Convinto fautore di un esercito regolare, Armstrong non aveva fiducia nelle milizie, e per questo motivo tentò ripetutamente di convincere il Congresso a emanare delle normative che permettessero l'arruolamento forzato, ma senza successo.

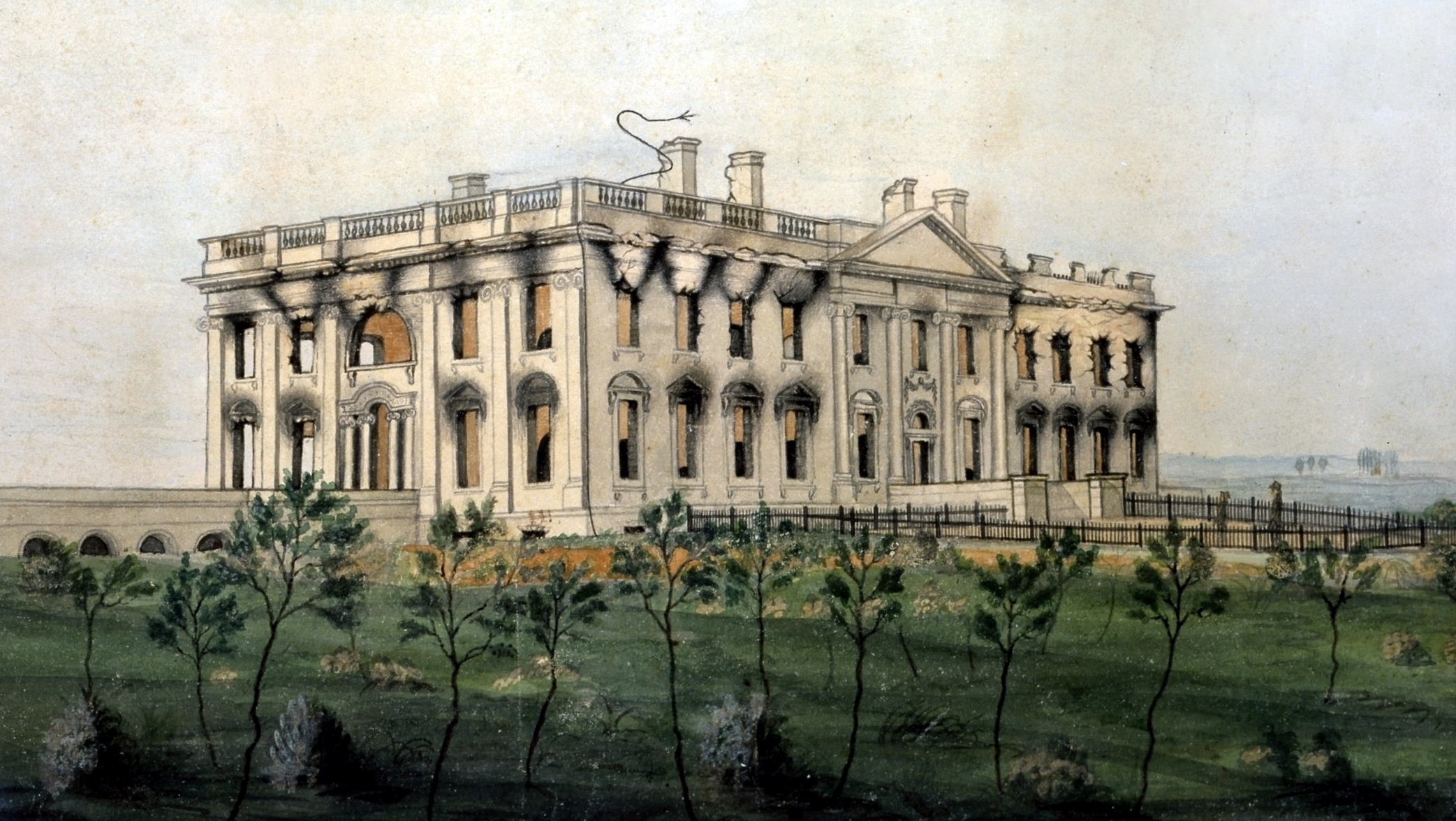
Dipinto ad acquerello risalente al 1815 di George Munger, dal titolo The President's House, raffigurante il palazzo della Casa Bianca, a seguito dell'incendio di Washington.

A seguito della pesante sconfitta subita durante il tentativo di conquistare Montréal nella battaglia di Crysler's Farm e in quella di Chateauguay, Armstrong venne pubblicamente richiamato dal presidente statunitense Madison il 13 agosto 1814. Il momento più disastroso della sua reggenza di responsabile della difesa di Washington, fu quando, anche a seguito della sua diatriba con il comandante delle forze militari della città, il generale William H. Winder, in merito alla gestione strategica della campagna, e al fatto che Armstrong fosse convinto che Washington non fosse strategicamente rilevante per i britannici, l'esercito statunitense subì una pesante sconfitta nella battaglia di Bladensburg il 24 agosto 1814, che ebbe come conseguenza lo sbarco e l'occupazione di Washington da parte dei britannici guidati dall'ammiraglio George Cockburn e al conseguente tragico episodio dell'incendio della città.
Il forte discredito che si abbatté sulle qualità militari e strategiche di Armstrong ne causarono la destituzione tre giorni dopo la sconfitta da parte del presidente Madison, che nominò James Monroe nuovo Segretario alla Guerra. Costretto a ritirarsi definitivamente a vita privata, Armstrong si dedicò alla gestione della sua tenuta e alla redazione di numerosi saggi storici, biografici e addirittura di scienze agrarie. Alla sua morte il corpo venne seppellito in un cimitero della cittadina di Rhinebeck.